# Juanita Gana Quiroz
Juanita Cecilia Gana Quiroz (Antofagasta, 1956) es una economista y política chilena, miembro del Partido por la Democracia (PPD). Se desempeñó como subsecretaria de telecomunicaciones entre 1997 y 2000; vicepresidenta ejecutiva de la Comisión Chilena del Cobre (Cochilco), y directora de la Empresa de los Ferrocarriles del Estado en 2002, ambos cargos bajo los gobiernos de Eduardo Frei Ruiz-Tagle y Ricardo Lagos, respectivamente. En enero de 2017 fue elegida como consejera del Servicio Electoral de Chile (Servel), cargo que ejerce actualmente.

## Familia y estudios
Hija del profesor Juan Tercero Gana Mardones, militante radical y candidato a regidor por la comuna de Antofagasta en las elecciones municipales de 1960, y de la ingeniera industrial Flora Regina Quiroz Quiroz. Realizó sus estudios superiores en la carrera de economía en la Universidad de Harvard, y luego cursó un máster en gestión pública en la misma casa de estudios.

## Trayectoria pública
Su trayectoria contempla el cargo de subsecretaria de Telecomunicaciones entre 1997 y 2000 —siendo la primera mujer en dicha responsabilidad—, durante el gobierno del entonces presidente Eduardo Frei Ruiz Tagle. Además, fue integrante del equipo ejecutivo de Codelco e implementó la Gerencia Corporativa de Desarrollo de dicha instancia, bajo la administración del presidente Ricardo Lagos.
En diciembre de 2016, fue propuesta por el gobierno para llenar la vacancia dejada por la renuncia de Juan Emilio Cheyre, en el Servicio Electoral (Servel). Por consiguiente, el 17 de enero de 2017, la Sala del Senado de Chile ratificó un oficio enviado por la presidenta de la República, Michelle Bachelet, en el que la proponía como nueva integrante del consejo derectivo del Servel.